# Poort naar de toekomst
De Poort naar de toekomst is een kunstwerk in Eindhoven, gemaakt ter ere van Gerard Philips. Het beeld is ontworpen door Andreas Hetfeld.
De lagen waaruit het kunstwerk is opgebouwd, staan symbool voor de lagen van een CT-scan. Dit verwijst naar de gezondheidstechnologie, waar Philips zich voornamelijk mee bezighoudt. Het beeld is opgebouwd uit 496 lagen cortenstaal. Het kunstwerk heeft een opening in de vorm van een levensgrote gloeilamp, zodat bezoekers erdoorheen kunnen lopen.
De locatie van het beeld is tussen het centrum van Eindhoven en Strijp-S, waarmee men beoogt het verleden en de toekomst via het beeld te verbinden.

## Totstandkoming
Vanuit Philips kwam Bert Tip, schrijver van verschillende boeken over Philips, met het initiatief voor een standbeeld voor Gerard Philips. Na overleg met de toenmalige president van Philips, Frans van Houten, wist hij de financiering te waarborgen. Daarnaast organiseerde hij het gehele proces, van het ontwerp en de keuze van de kunstenaar tot en met de uiteindelijke plaatsing van het beeld.
In 2019 startte Eindhovenaar Rick Vermulst een petitie, waarin hij ook pleitte voor een standbeeld van Gerard Philips in de stad, maar deze werd later ingetrokken vanwege het feit dat het initiatief al tijdens de looptijd van de petitie intern bij Philips werd opgepakt.
In opdracht van Philips Nederland begon de Nijmeegse kunstenaar Andreas Hetfeld met de maak van het kolossale beeld. Hetfeld werkte er negen maanden lang aan in een scheepswerf in Millingen aan de Rijn. Op 29 april 2023 werd het voltooide beeld op een ponton getakeld. Het schip vertrok vervolgens naar Zaltbommel, de stad waar Gerard Philips in 1858 werd geboren.
Het kunstwerk werd op 15 mei 2023 door Roy Jakobs, de bestuursvoorzitter van Philips, officieel overhandigd aan burgemeester Jeroen Dijsselbloem, en daarmee geschonken aan de gemeente Eindhoven. Het werd tijdelijk geplaatst in het Gloeilampplantsoen. Zodra de eerste fase van het Victoriapark is voltooid, krijgt het zijn permanente locatie in het park, op het voormalige terrein van Philips.